# Zieleninskij
Zieleninskij (ros. Зеленинский) – osiedle typu wiejskiego w zachodniej Rosji, w sielsowiecie iwanowskim rejonu rylskiego w obwodzie kurskim.

## Geografia
Miejscowość położona jest 5 km od centrum administracyjnego sielsowietu iwanowskiego (Iwanowskoje), 24 km od centrum administracyjnego rejonu (Rylsk), 83 km od Kurska.
W granicach miejscowości znajduje się 10 posesji.

## Historia
W 1966 roku prezydium sił zbrojnych RFSRR przemianowało filię sanatoryjną miejscowości Marjino na osiedle Zieleninskij.

## Demografia
W 2010 r. miejscowość zamieszkiwało 18 osób.